# Johan Hansson
För andra betydelser, se Johan Hansson (olika betydelser).
Johan Hansson, född 20 november 1879 i Bjäresjö, död 28 maj 1973 i Stockholm, var en svensk bokförläggare och medlem i Tisdagsklubben. 
Han föddes i Skåne i en jordbrukarfamilj. Efter att ha rest runt i världen bildade han 1912 Svenska Andelsförlaget som publicerade böcker i politiska, sociala och vetenskapliga frågor, bland annat i den populärvetenskapliga skriftserien Natur och Kultur och var dess direktör fram till 1921. Johan Hansson var emot nationalism och kollektivism. Dock ansåg han att naturtillgångarna var gemensam egendom och att frihet måste balanseras av en rättsordning.
Det äkta paret Johan och Jenny Bergqvist Hansson bildade Natur & Kultur 1922. De gav ut böcker inom flera områden, bland annat psykologi, skönlitteratur och barnböcker. Hansson var under andra världskriget antinazist och gav ut flera skrifter som riktade sig mot Hitler och nazismen. Han var medlem i den antinazistiska organisationen Tisdagsklubben.
Bland hans skrifter märks Från herrgårdar till småbruk (1905), Jordvärdebeskattning i stället för rusdrycksbeskattning (1906). Han utgav tidskriften Budkavlen 1909-13 och dess fortsättning Rättsstaten (1914-17).
Johan Hansson är begravd på Bromma kyrkogård. Han var 1909–1934 gift med Jenny Bergqvist (1877–1966) och från 1935 med Märta Biörklund (1897–1967), dotter till landshövding Henning Biörklund.